# Federico Estrada Vélez
Federico Estrada Vélez (Heliconia, 19 de julio de 1926-Medellín, 21 de mayo de 1990) fue un abogado y político colombiano. Asesinado por el Cartel de Medellín.

## Biografía
Nacido en Heliconia (Antioquia), fue abogado de la Universidad de Medellín, Decano de la Facultad de Derecho y profesor emérito de la misma universidad. Fue concejal de Heliconia y de Medellín (Antioquia) en 1968, Representante a la Cámara, Senador de la República (1974-1978) magistrado de la Sala Penal de la Corte Suprema de Justicia y embajador en Italia durante el gobierno de Virgilio Barco Vargas (1986-1990). Se desempeñó como jefe de debate en Antioquia del candidato presidencial César Gaviria Trujillo.

## Asesinato
Fue secuestrado días antes por Los Extraditables y asesinado el 21 de mayo de 1990, junto a su conductor Jairo Henao Arango por sicarios del Cartel de Medellín. En 1995 fue condenado John Jairo Posada Valencia, alias Titi, a 8 años de prisión por su crimen.

## Obras
- Código de procedimiento penal colombiano (1971).
- Estatuto penal aduanero (1972).
- Código de procedimiento penal (1975).
- Derecho Penal (1986).